# Polyplectropus grandis
Polyplectropus grandis är en nattsländeart som beskrevs av Banks 1937. Polyplectropus grandis ingår i släktet Polyplectropus och familjen fångstnätnattsländor. Inga underarter finns listade i Catalogue of Life.